# Carroll County (Kentucky)
Carroll County is een county in de Amerikaanse staat Kentucky.
De county heeft een landoppervlakte van 337 km² en telt 10.155 inwoners (volkstelling 2000). De hoofdplaats is Carrollton.